# Antiphon (sofist)
Antiphon was een Atheense sofist (ca. 470 - 411 v.Chr.), vermoedelijk dezelfde persoon als Antiphon van Rhamnus, behorende tot de deme Rhamnus. Zijn eerste leraar zou zijn vader Sophilus zijn geweest, die een school bestuurde. In Athene was hij een pionier in de retorica door zijn eigen onderwijs en zijn geschriften, waaronder toespraken, die behoren tot het vroegste Attische proza. Hij schreef Over waarheid, Over eensgezindheid en de Tetralogie. Later werd hij beïnvloed door de redenaar Gorgias van Leontini. Er schijnt ook concurrentie te hebben bestaan tussen hem en Socrates. Hij speelde een rol in de Atheense politiek en was betrokken bij de anti-democratische coup van 412 v.Chr. en de vestiging van het regime van de Vierhonderd. Na het herstel van het oude democratische bewind werd Antiphon aangeklaagd, ter dood veroordeeld en geëxecuteerd.  
In het onderzoek bestaat discussie over de identiteit van Antiphon: in de bronnen komen namelijk meerdere Antiphons voor, zoals een waarzegger en een die een psychiatrische kliniek stichtte in Korinthe. Vermoedelijk gaat het hier om andere personen. Over Antiphons identiteit en leven zijn verschillende bronnen overgeleverd, waarvan veel teruggaan op een biografie die Caecilius van Caleacte schreef in de 1e eeuw v.Chr.
Van Antiphons werken zijn drie toespraken bewaard gebleven. Fragmenten resteren van Over waarheid, waarin de auteur betoogt dat waarheid niet het zintuiglijk waarneembare of het gangbare geloof is, maar dat waarheid daar vaak juist mee in strijd is. De fragmenten gaan over kosmogonie en kennistheoretische en ethische vraagstukken, zoals de werkelijkheid van de tijd en de aard van rechtvaardigheid. Over eensgezindheid gaat over de menselijke conditie en hoe die kan worden verbeterd door eensgezindheid of harmonie. Deze tekst bleef populair tot in de late oudheid, aangezien Johannes Stobaeus eruit citeerde in de 5e eeuw. 

## Bron
- Dillon, J. The Greek Sophists. London: Penguin, 2003.

- Bibsys: 95005711
- Bibliothèque nationale de France: cb121602232 (data)
- CiNii: DA09049632
- Gemeinsame Normdatei: 118649655
- International Standard Name Identifier: 0000 0004 4776 1616
- Library of Congress Control Number: n92070218
- Nationale Bibliotheek van Israël: 987007299639805171
- Nederlandse Thesaurus van Auteursnamen: 067462057
- Istituto Centrale per il Catalogo Unico: RAVV019076
- Système universitaire de documentation: 030123216
- Virtual International Authority File: 74646557